# Verdens Gang (1868–1923)
Verdens Gang var en norsk dagstidning som uppsattes i Kristiania 1868 av redaktören Peder Olsen (som även uppsatte "Folkebladet") och utkom till en början tre gånger i veckan, men från den 1 oktober 1887 dagligen. 
Olsen redigerade tidningen i Søren Jaabæks anda. Från 1876 till juni 1878 redigerades den till namnet av Johan Sverdrup, under vars ledning tidningen blev ett betydande politiskt blad, och 1876–1910 hade den till redaktör Ola Thommessen. Under dennes tid var "Verdens Gang" ett utpräglat organ för den radikala vänstern, blev landets obestritt främsta och mest spridda politiska dagliga tidning och förvärvade till medarbetare ett stort antal politiska, vetenskapliga och litterära märkesmän. Mons Monsen Mjelde efterträdde Thommessen som redaktör, men tidningen återfick aldrig det tidigare inflytandet. År 1915 blev Axel Otto Normann redaktör. Med tidningen sammanslogs 1920 Norske Intelligenssedler. Verdens Gang upphörde den 3 februari 1923, då den uppgick i Tidens Tegn (1910–1941). I de lokaler och med den utrustning som tillhört Tidens Tegn grundades 1945 nya Verdens Gang.